# Dolmen von Bagnol

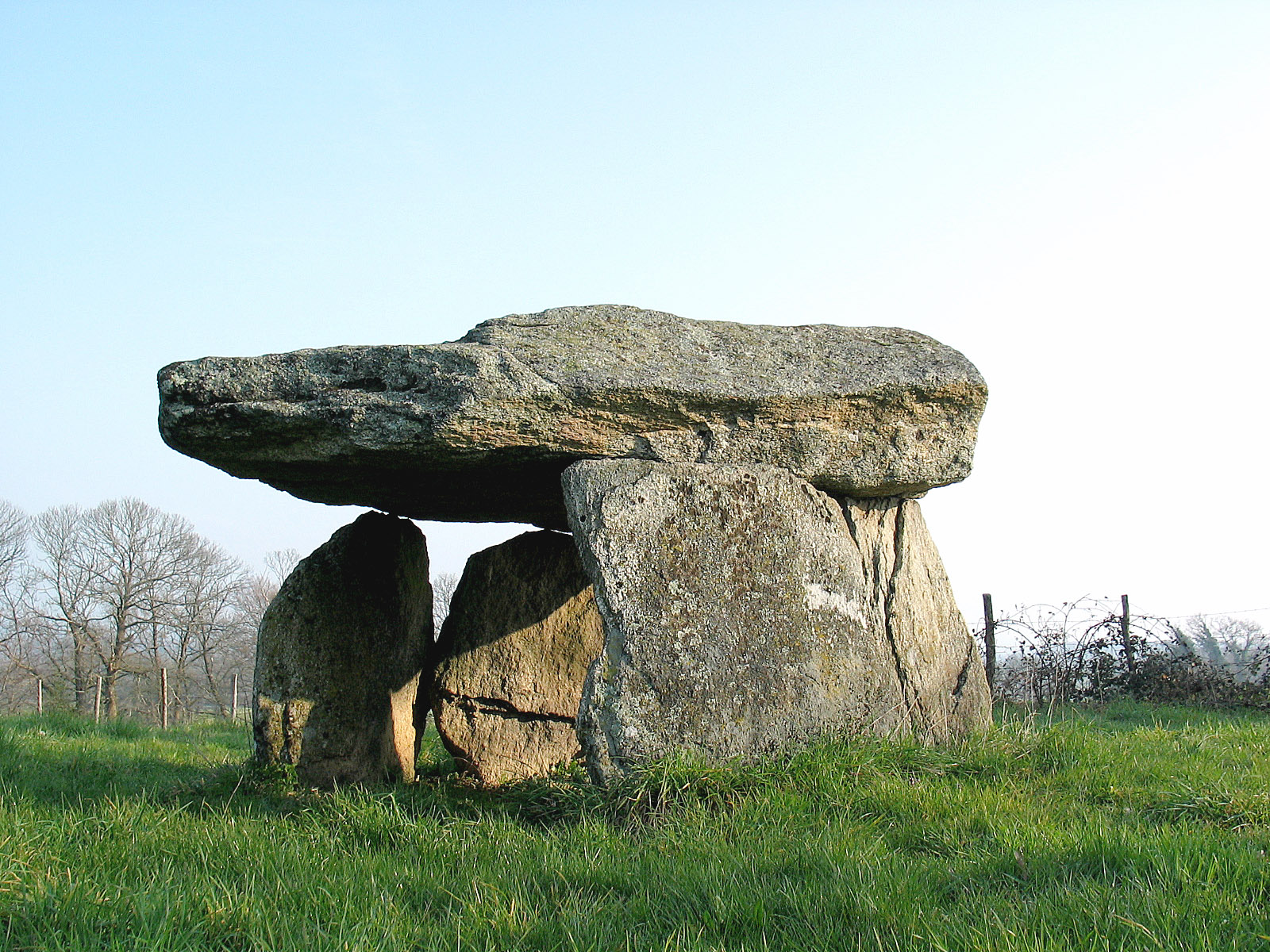
Dolmen von Bagnol

Der Dolmen von Bagnol hat ein schwach birnenförmigen Grundriss. Der Dolmen liegt östlich von Fromental in der Nähe des Weilers Grand Bagnol nördlich der D 1, im Osten des Département Haute-Vienne in Frankreich. Dolmen ist in Frankreich der Oberbegriff für Megalithanlagen aller Art (siehe: Französische Nomenklatur).
Der einfache Dolmen (französisch Dolmen simple) besteht aus vier (je zwei pro Seite) erhaltenen Tragsteinen und dem allseitig überstehenden ovalen Deckstein. Der Endstein oder ein entsprechender Trockenmauerwerksabschluss fehlt ebenso wie die Zugangskonstruktion. Die Anlage hat eine Entsprechung im Dolmen von Quatre Routes in Saint-Jean-de-Laur im Département Lot.
Der, wie der Dolmen von Bagnol als Monument historique eingestufte, weiße Menhir des Fichades steht etwa 400 m südwestlich, am Ende einer Stichstraße.